# Pierre Coignard
Pour les articles homonymes, voir Coignard.
Pierre Coignard (1774-1834) est un bagnard, voleur et imposteur français connu sous le nom de de Pontis, comte de Saint-Hélène.

## Biographie
Fils de vigneron, Coignard nait à Langeais en Touraine. Après une formation chez un chapelier, il s'engage comme volontaire dans l'armée révolutionnaire en 1792 et est affecté aux Grenadiers de la Convention,. Alors en service, il est condamné à quatorze ans de bagne pour plusieurs vols et envoyé au bagne de Toulon mais il réussit à s'en échapper au bout de quatre ans. Il se réfugie alors en Espagne où il prend le nom de Phidalgo (ou André) Pontis. Il se fait alors passer pour un royaliste français victime de la tyrannie napoléonienne et s'engage dans la guérilla espagnole contre les armées françaises, il s'y bat courageusement, devient rapidement l'un des commandants et est décoré de l'ordre d'Alcántara,. Il fait connaissance à Barcelone d'une femme désargentée, Rosa Marcen, qui fut la servante d'un vieux noble émigré français, le comte de Sainte-Hélène, mort sans descendance et qui devient sa maîtresse. Elle lui indique que, le comte étant mort semble-t-il sans famille, elle est restée en possession de ses papiers,. Il usurpe alors le titre de comte de Sainte-Hélène et se fait alors appeler de Pontis, comte de Sainte-Hélène,.   
En tant que chef de guérilla, il laisse ou encourage certains de ses hommes à commettre des vols, ce qui lui vaut d'être mis aux arrêts mais il s'échappe.
Capturé ou se rendant volontairementaux armées de Napoléon, il propose ses services au maréchal Soult, entré en Espagne avec son armée, qui l'incorpore dans l'armée impériale avec un grade équivalent à celui qu'il avait dans l'armée espagnole, chef de bataillon, et, là encore, il se fait remarquer pour sa bravoure aux combats. Il rentre en France lors de la retraite française, avec Rosa Marcen. 
Après la chute de Napoléon, il se rapproche des milieux royalistes et, lors des Cent-Jours, accompagne Louis XVIII dans son exil à Gand. Ce dernier, une fois rétabli sur le trône, le remercie en le nommant lieutenant-colonel de la légion parisienne de la garde nationale, le décore de la croix de Saint-Louis et de la croix de la Légion d'honneur. Coignard installe alors sa maîtresse, Rosa Marcen, comme  « comtesse de Sainte-Hélène », ajoutant même qu'elle est la fille du vice-roi de Malaga.  
Croyant que le vrai comte de Sainte-Hélène est originaire d'un village de Vendée, il écrit au maire pour demander un duplicata de l'acte de naissance. Le maire lui répond qu'il ne connait pas de Sainte-Hélène sur la commune et, trouvant l'insistance de Coignard, curieuse en réfère au préfet qui en réfère à Paris au préfet de police. Mais l'enquête s'arrête là devant le prestige et la proximité du roi du dénommé comte de Sainte-Hélène. Ayant appris que les archives de Soissons avaient brulé pendant une attaque prussienne lors de la campagne de 1814, Coignard s'y rend et essaye de s'y faire faire des papiers, prétendant être né dans une auberge de la ville lors d'un voyage de sa mère. Il soudoie alors six personnes pour être « témoins d'honneur » de sa naissance noble à Soissons.
En parallèle, Coignard, ne pouvant se contenter de sa maigre solde de militaire, reprend ses activités criminelles. Il dirige secrètement une bande de malfaiteurs emmenée par son frère Alexandre qui sévit sur Paris, dévalisant entre autres les connaissances fortunées du comte de Sainte-Hélène.  
À l'automne 1817, un ancien compagnon de chaine du bagne de Toulon, un dénommé Darius, le reconnait alors qu'il défile à la tête de la légion parisienne place Vendôme. Coignard refuse de le recevoir et Darius va alors le dénoncer à la police. Le comte de Sainte-Hélène est convoqué par le général commandant la place militaire de Paris,. Accompagné par un officier, Coignard se rend alors chez lui pour rapporter les preuves de son identité. Il en profite pour s'enfuir mais tombe quelque temps plus tard dans une souricière tendue dans une de ses planques au faubourg Popincourt par Vidocq alors chef de la Sureté. Il passe au tribunal quelques semaines plus tard pour établir son identité réelle. Il est dénoncé par d'autres témoins, confondu par la ressemblance avec son frère et sa demande initiale de papiers en Vendée. Il passe ensuite une seconde fois au tribunal pour les vols commis et il est condamné au bagne à vie en 1819. Il est renvoyé au bagne de Toulon puis au bagne de Brest, où il meurt quinze ans plus tard, refusant tout ce temps de se faire appeler autrement que comte de Sainte-Hélène,.  
Une pièce de théâtre, Le Comte de Sainte-Hélène de Charles Desnoyer et Eugène Nus, s'inspirant de cette histoire, fut jouée à Paris en 1849.